# Taubenstein
Der Taubenstein ist ein 1692 m ü. NHN hoher Berg in den Schlierseer Bergen im Mangfallgebirge der Bayerischen Voralpen.

## Aufstieg
Der Berg ist als Bergwanderung, die im Gipfelbereich aber Trittsicherheit erfordert, zu Fuß am schnellsten vom Spitzingsattel zu erreichen (Aufstieg: 1:45 Stunden, Abstieg 1:30 Stunden, 566 Höhenmeter).
In der Westwand des Taubensteingipfels gibt es verschiedene Kletterrouten. Über den Südgrat kann man den Gipfel leicht, kurze Stelle II erklettern.

## Taubersteinbahn
Bis kurz unter den felsigen Gipfel führt die Taubensteinbahn, von deren Talstation aus man in ähnlicher Zeit zum Gipfel aufsteigt. Ein Stück nordöstlich des Gipfels liegt das Taubensteinhaus.

Blick vom Gipfel
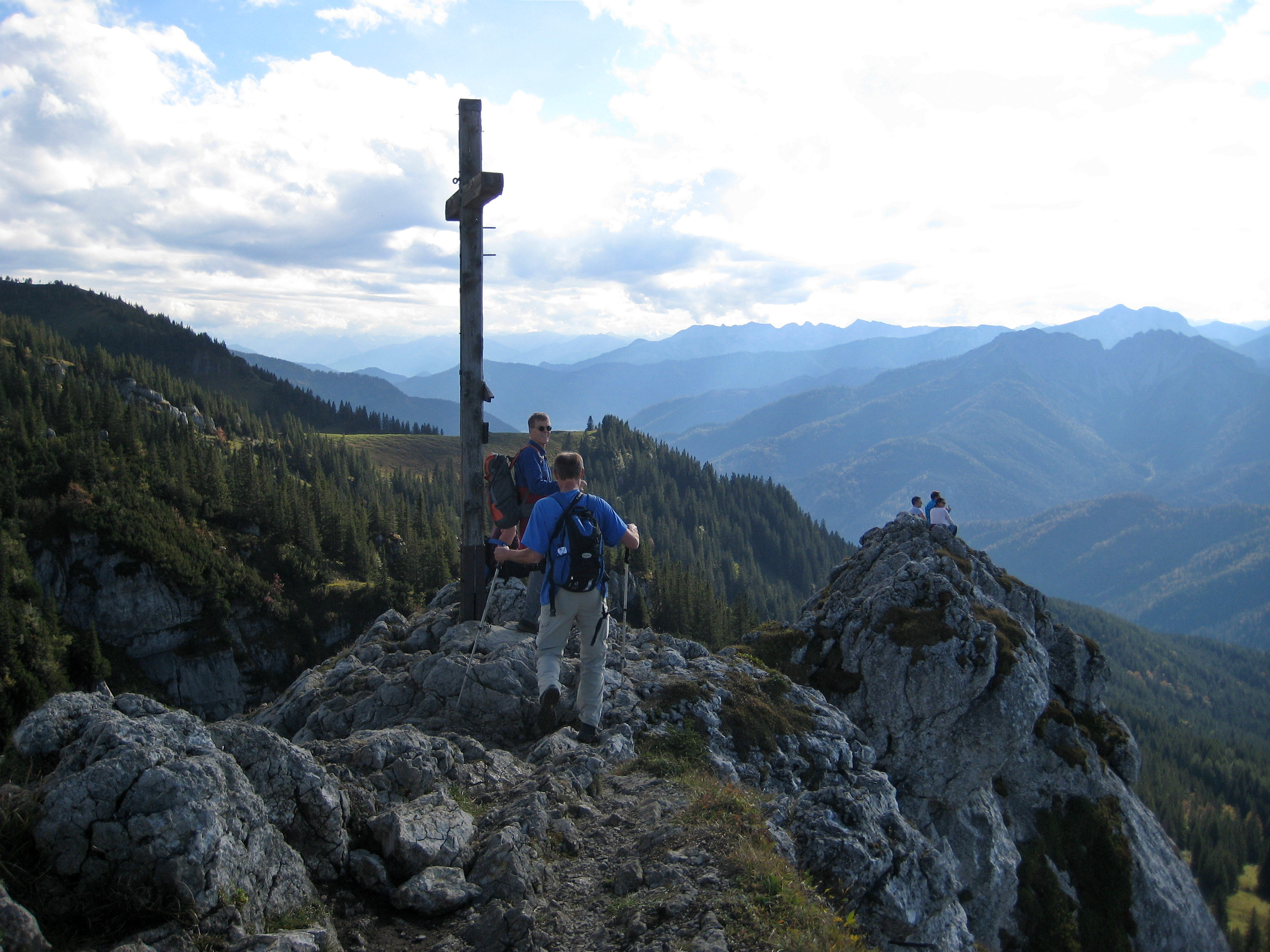
Gipfelkreuz
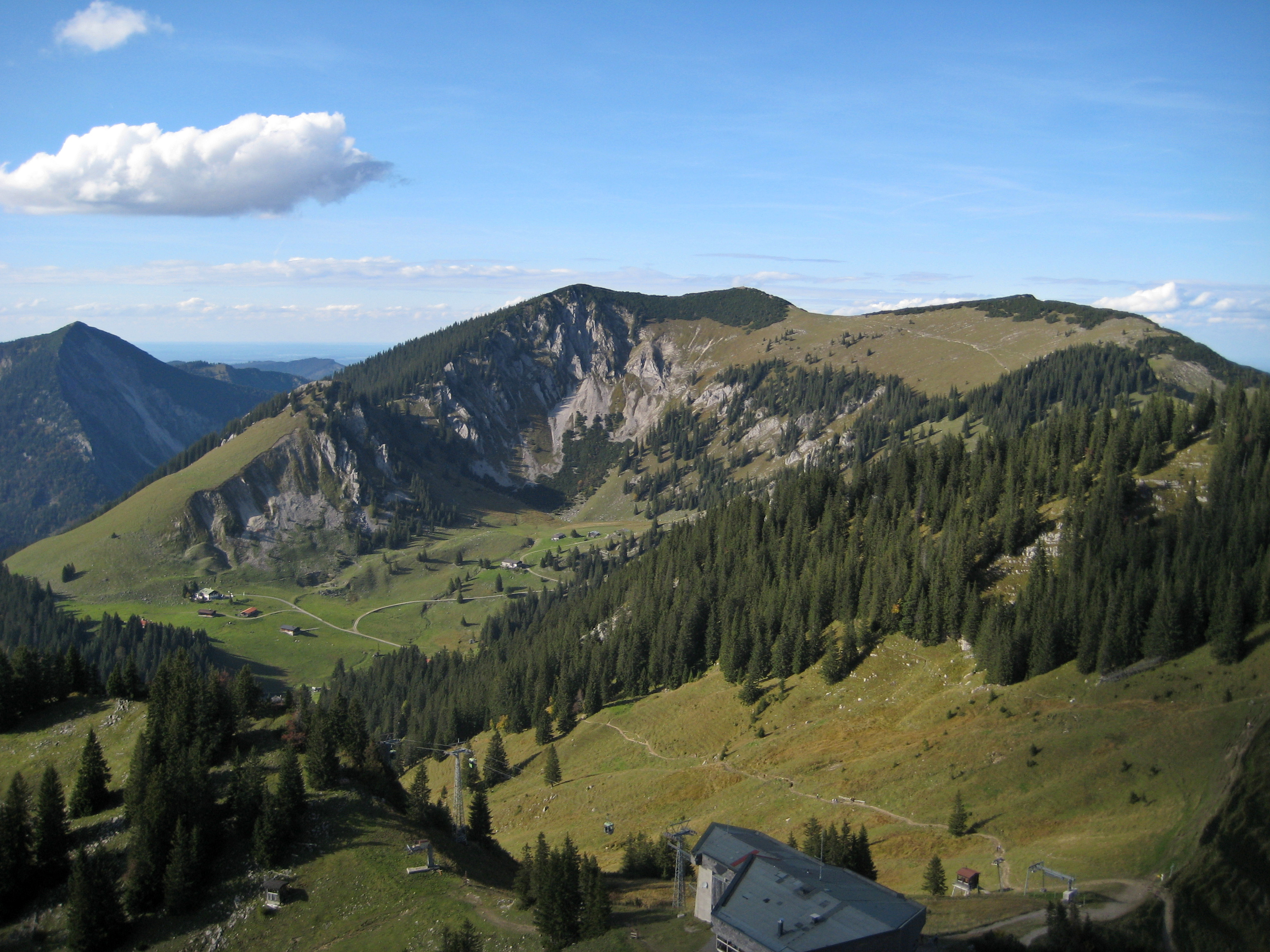
Norden mit Jägerkamp und Benzingspitz
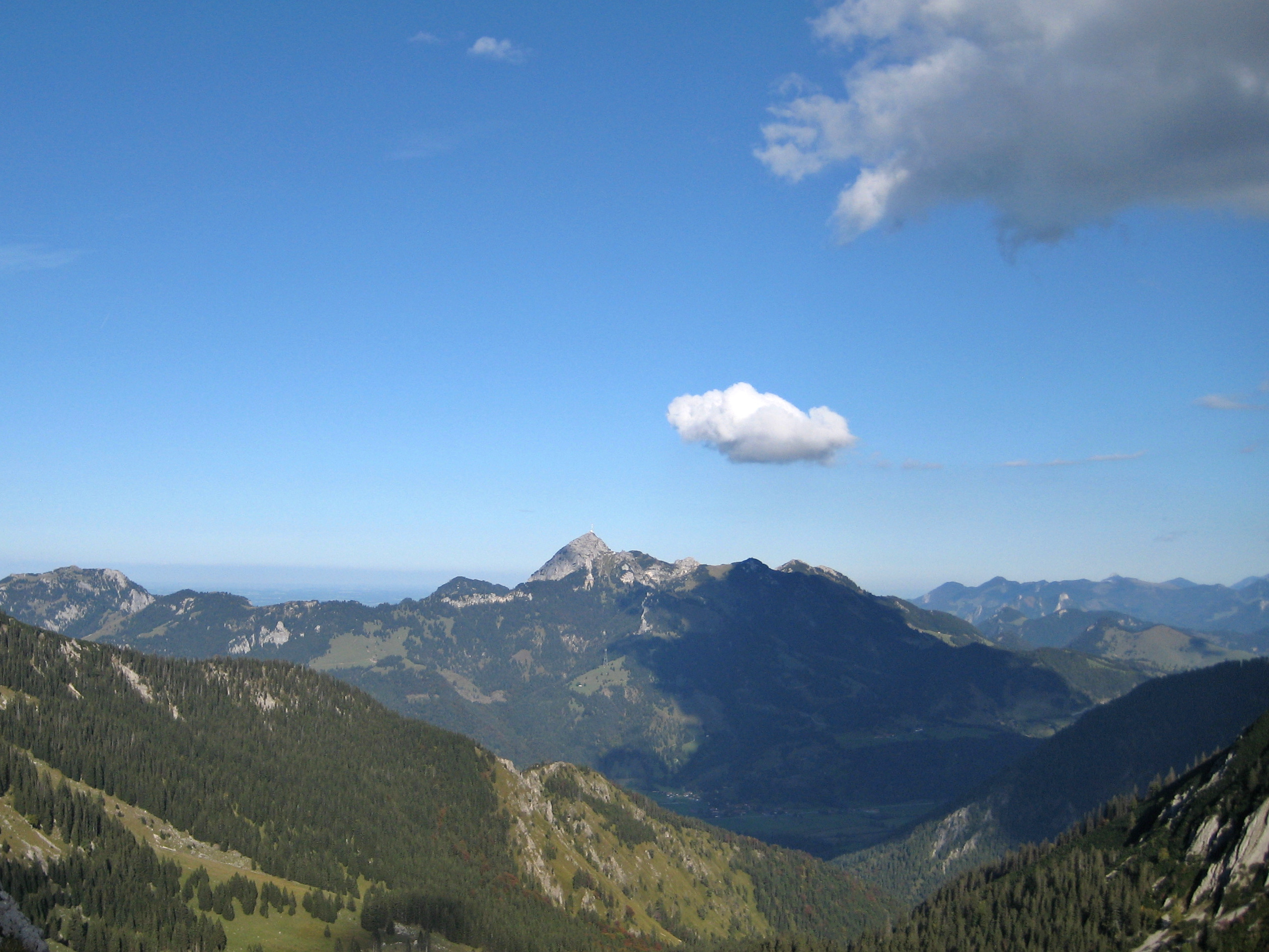
Nordosten mit Wendelstein
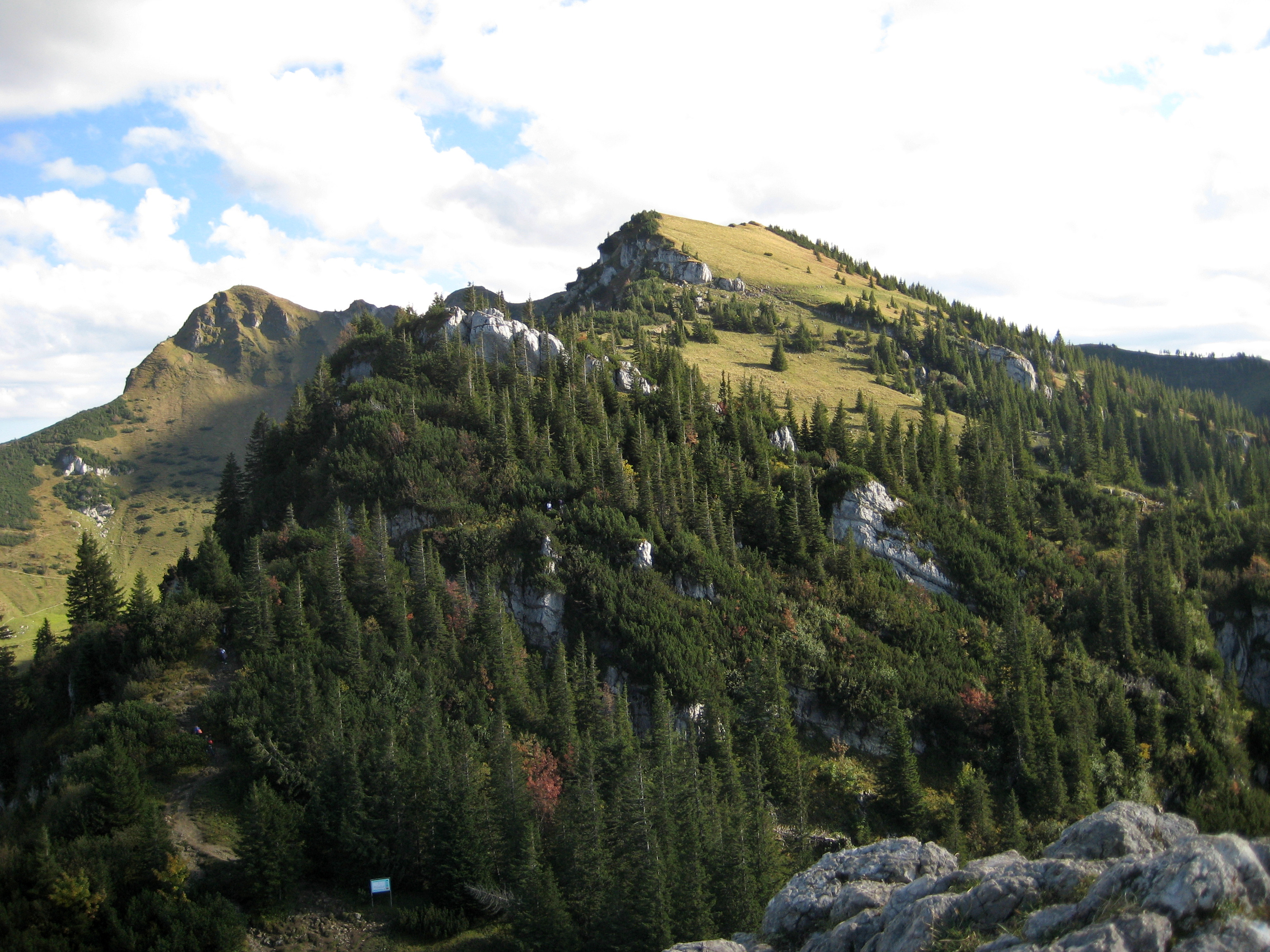
Süden, links Rotwand, rechts Lempersberg
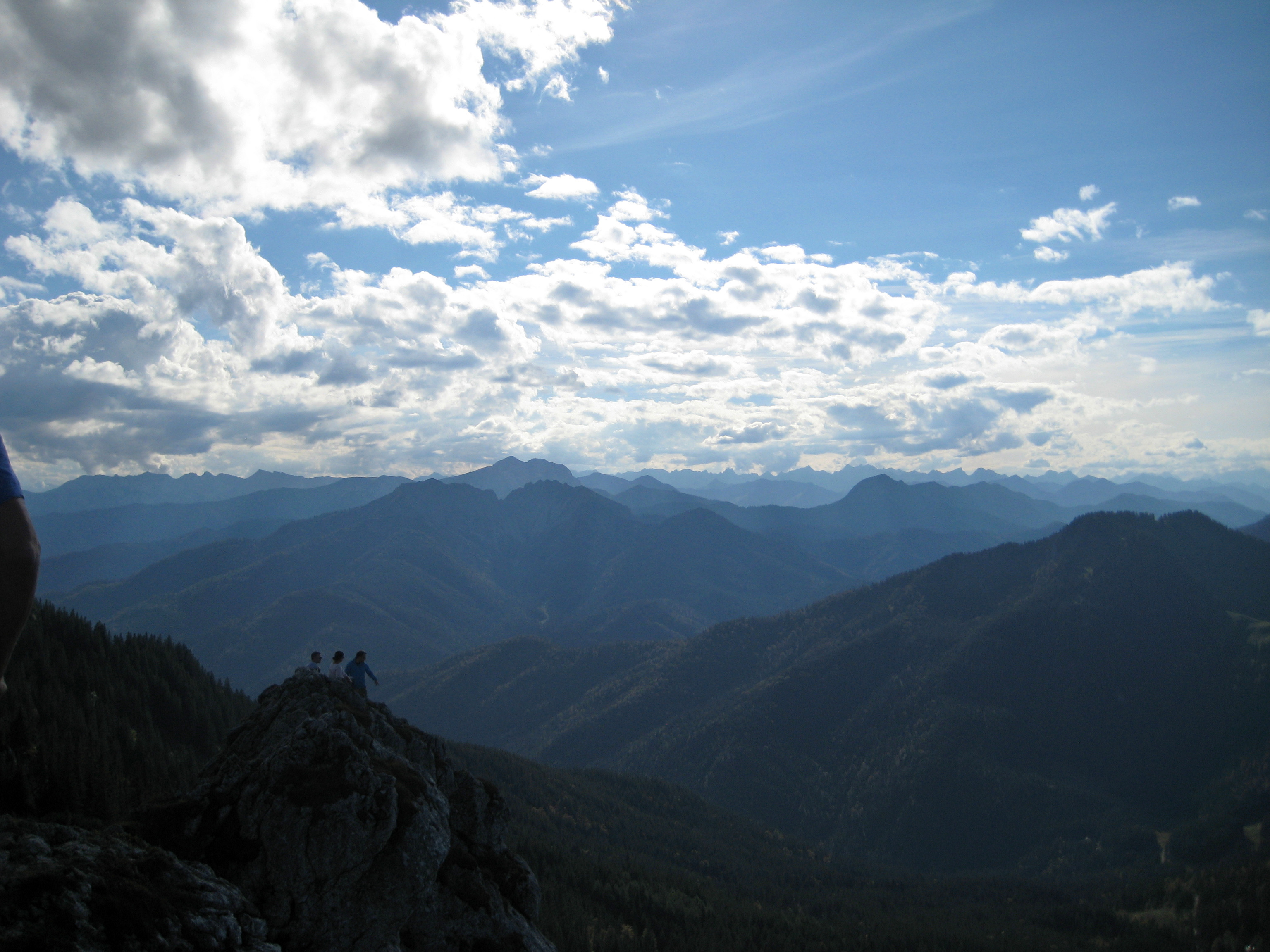
Südwesten, in der Bildmitte Österreichischer Schinder (links) und Bayrischer Schinder (rechts), dazwischen der Guffert
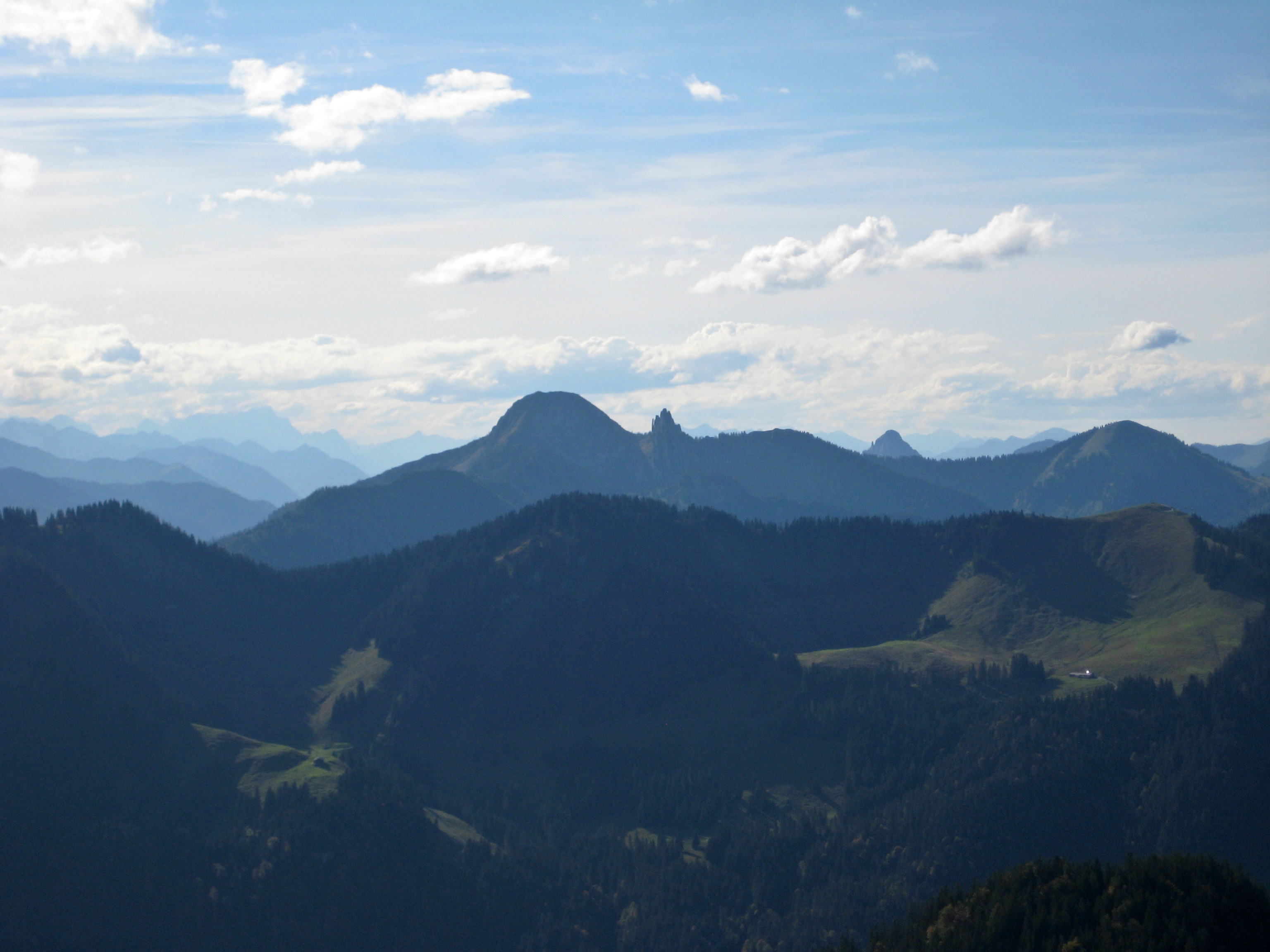
Westen mit Risserkogel